# Prognathodes
Genre
Prognathodes est un genre de poissons perciformes de récifs coralliens, appartenant à la famille des Chaetodontidae (les « poissons-papillons »).

## Liste d'espèces
Selon FishBase (25 juillet 2022) et World Register of Marine Species (25 juillet 2022) :
- Prognathodes aculeatus (Poey, 1860)
- Prognathodes aya (Jordan, 1886)
- Prognathodes basabei Pyle & Kosaki, 2016
- Prognathodes brasiliensis Burgess, 2001
- Prognathodes carlhubbsi Nalbant, 1995
- Prognathodes dichrous (Günther, 1869)
- Prognathodes falcifer (Hubbs & Rechnitzer, 1958)
- Prognathodes geminus (Copus, Pyle, Greene & Randall, 2019)
- Prognathodes guezei (Maugé & Bauchot, 1976)
- Prognathodes guyanensis (Durand, 1960)
- Prognathodes guyotensis (Yamamoto & Tameka, 1982)
- Prognathodes marcellae (Poll, 1950)
- Prognathodes obliquus (Lubbock & Edwards, 1980)

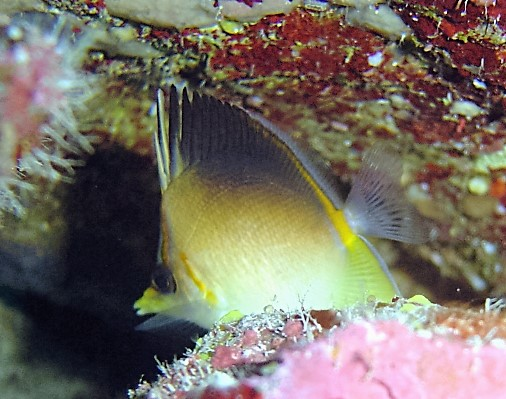
Prognathodes aculeatus
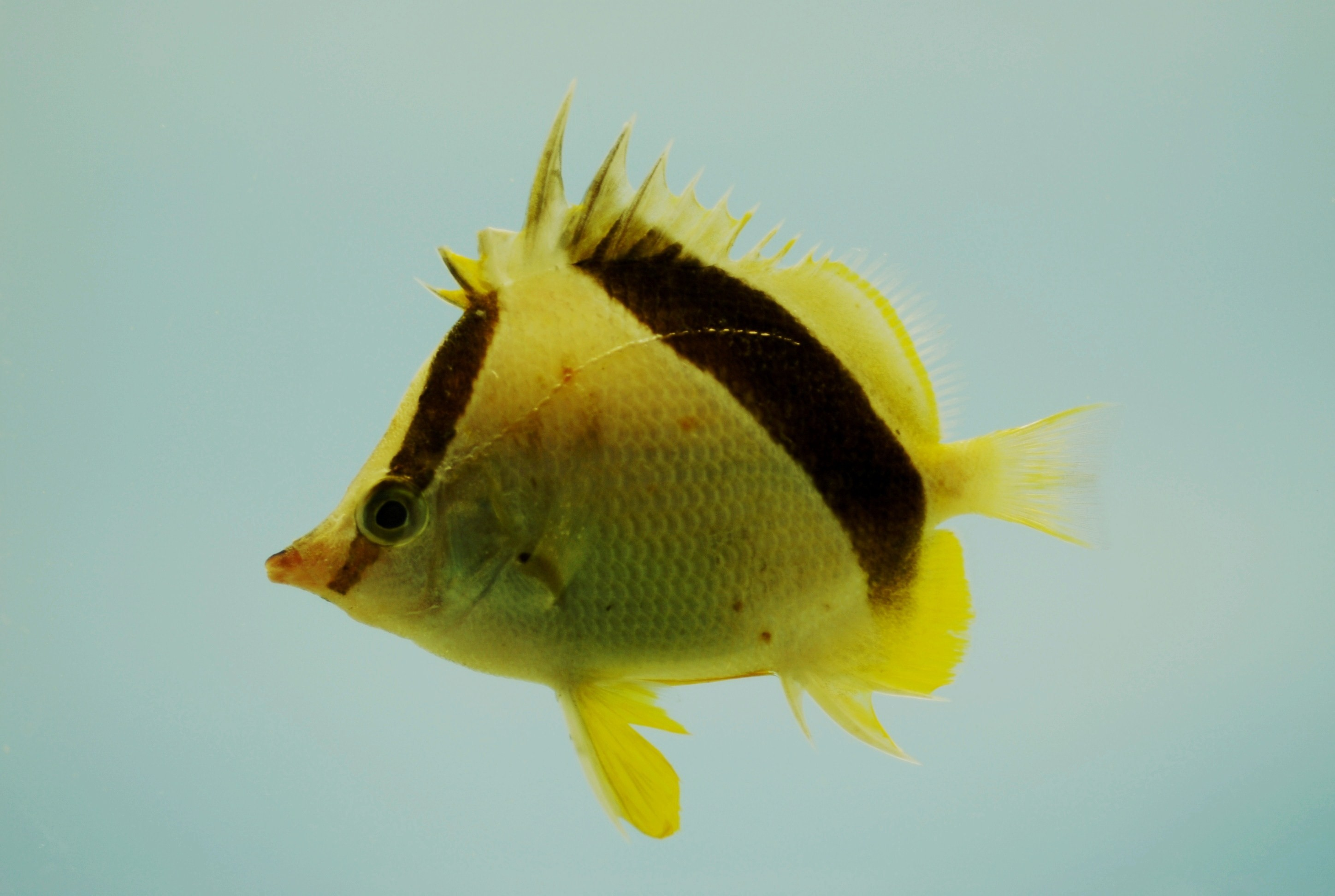
Prognathodes aya
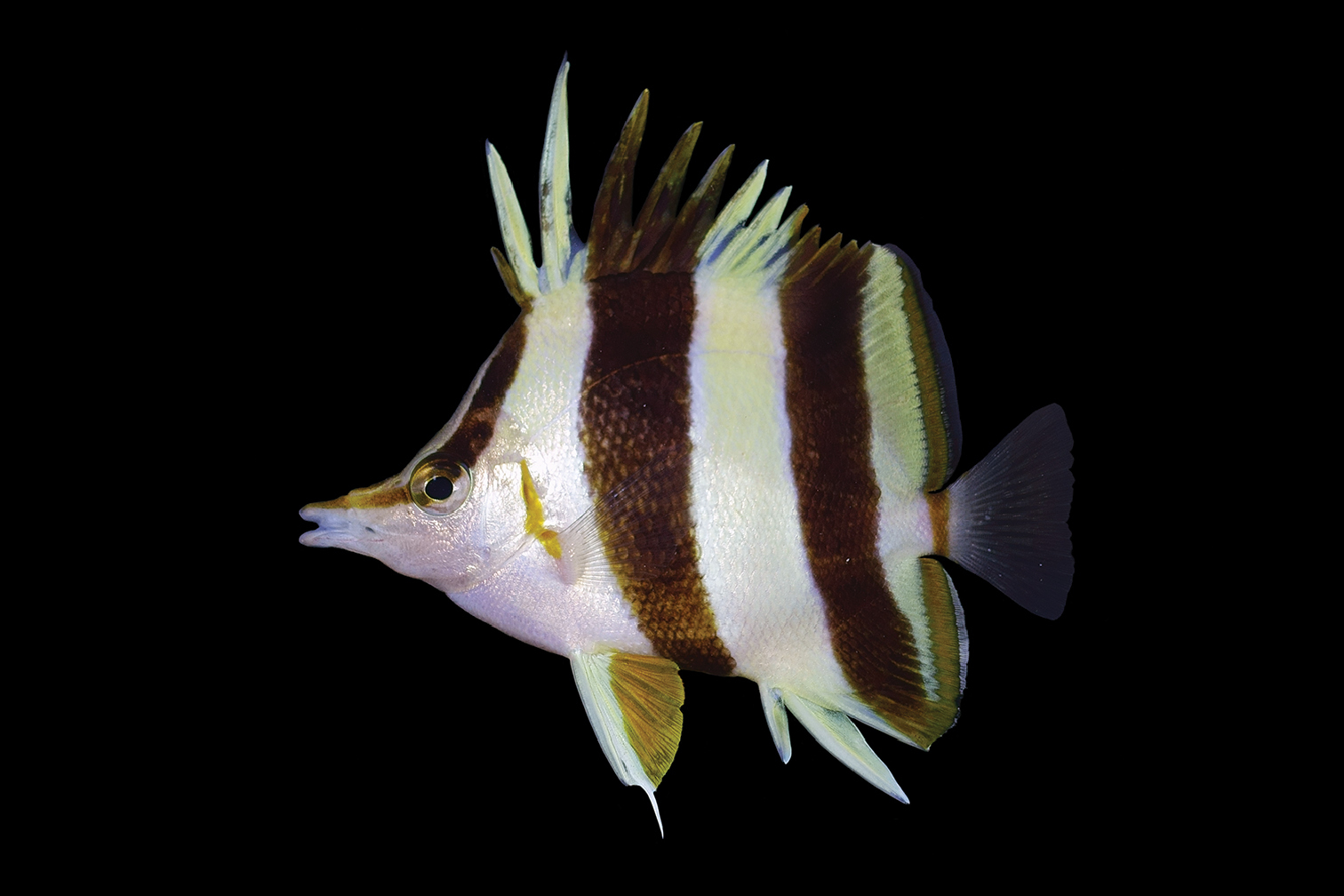
Prognathodes basabei